# Melanargia grumi
Melanargia grumi är en fjärilsart som beskrevs av Standfuss 1892. Melanargia grumi ingår i släktet Melanargia och familjen praktfjärilar. Inga underarter finns listade i Catalogue of Life.